# 伊斯坦布尔运河

伊斯坦布尔运河計劃路線

伊斯坦布尔运河是土耳其修建运河的项目计划，该项目将在东色雷斯地区连接黑海和马尔马拉海，即进一步将爱琴海和地中海与黑海相连。该运河将不遵守《蒙特勒關於海峽制度公約》。2021年6月，土耳其总统埃尔多安宣布启动运河修建计划。伊斯坦布尔市长伊马姆奥卢反对此项计划。土耳其国内多数银行也拒绝为该项目提供贷款。

## 歷史背景
16世紀，奧斯曼帝國為了方便從黑海向地中海地區運輸木材，曾討論過相關運河計畫。在隨後的幾個世紀中，政府官員討論了在不同地點連接地中海和黑海的項目，但由於缺乏技術和財政資源，這些項目從未付諸實施。

### 目的
計畫的主要目的是分散伊斯坦布爾海峽的海上交通，同時為遠離人口稠密的伊斯坦堡市中心提供更安全的過境條件。按照計畫，完工後的伊斯坦堡運河將成為黑海與外界連通的另一個交通要道，同時也能成為伊斯坦堡海峽以外的替代海路。

## 运河状况

### 基本结构
伊斯坦堡運河的路線預計從靠馬爾馬拉海的庫科切梅切區（Küçükçekmece）開始，經過薩斯雷迪爾（Sazlıdere）到杜魯蘇（Durusu）後進入黑海，全長約45公里，運河最寬段長100多米，深度則有25米，最初估算建造成本約650億里拉（約964億港元），於2021年6月動工。